# Birgit Barth
Birgit Barth, vor Heirat Birgit Preiß (* 19. Juni 1962 in Leipzig), ist eine ehemalige deutsche Leichtathletin, die für die DDR antrat und insbesondere im 1500-Meter-Lauf und im 3000-Meter-Lauf erfolgreich war.

## Sportliche Karriere
Birgit Barth startete für den SC Motor Jena und für den SC Dynamo Berlin. Bei den DDR-Meisterschaften 1988 gewann sie den Titel über 1500 Meter. In der Halle gewann sie 1988 den Titel über 1500 Meter und 1989 über 3000 Meter.
1987 belegte Birgit Barth über 1500 Meter den vierten Platz bei der Universiade in Zagreb. Bei den Halleneuropameisterschaften 1988 erreichte sie den fünften Platz über 3000 Meter. Barth trat von 1986 bis 1990 bei 14 Wettkämpfen im Nationaltrikot der DDR an.

## Bestzeiten
(Angaben nach Amrhein)
- 800 Meter: 2:01,39 Minuten am 8. August 1981 in Jena
- 1500 Meter: 4:03,9 Minuten am 14. Juni 1988 in Potsdam
- 3000 Meter: 8:51,04 Minuten am 19. Juni 1988 in Düsseldorf (beim Länderkampf der DDR gegen die BRD)